# Switzerland Island
Switzerland Island ist eine Insel vor der Georg-V.-Küste im Australischen Antarktis-Territorium. Sie gehört zu den Mackellar-Inseln vor dem Kap Kap Denison in der Commonwealth-Bucht und liegt südlich von Greater Mackellar Island.
Teilnehmer der Australasiatischen Antarktisexpedition (1911–1914) unter der Leitung des australischen Polarforschers Douglas Mawson entdeckten sie. Benannt ist die Insel nach einem der Schlittenhunde der Forschungsreise. Dieser wiederum war benannt nach dem Heimatland des Schweizer Expeditionsteilnehmers Xavier Mertz.